# 儀禮
《儀禮》為儒家十三經之一，原稱為《禮》或《禮經》，內容記載著先秦的禮儀制度，其中以記載士人的禮儀為主，又稱《士礼》。秦代以前篇目不詳，漢代初期高堂生傳今文經的《禮》17篇，傳世至今。漢景帝時魯恭王劉餘毀孔子舊宅得古文經的《禮》56篇，其中有17篇與今文經的《禮》相同，餘下39篇大多亡佚，屬於「逸禮」。《儀禮》與《周禮》、《禮記》，並稱「三禮」。
东汉《论衡》称其为《仪礼》。在此之前也被称为《士礼》、《礼经》等。

## 簡介
殷商、周朝時有名目繁多的典禮，素有“禮儀三百，威儀三千”之稱，非有专门职业训练并经常排练演习者，不能经办这些典礼。秦始皇焚书坑儒后，《礼》已不传，只有高堂生能背诵，漢代只剩《儀禮》17篇，分为冠婚、朝聘、丧祭、射乡等四类。《仪礼》17篇，除《士相见礼》、《大射礼》、《少牢馈食礼》、《有司彻》等四篇之外，其余各篇之末都有“记”。《丧服》一篇其下又有“传”，相傳是孔子门人子夏所作。漢代初只稱為《禮》，為禮的經，又稱“士禮”。礼学家彭林先生分析说：“一般认为，高堂生把《仪礼》传给萧奋，萧奋传给孟卿，孟卿传给后蒼，后苍传给大戴（戴德）、小戴（戴圣）、庆普，这就是汉代的《礼》学的所谓五传弟子。但是，《史记·儒林传》所记，在萧奋之前还有徐氏，萧奋之《礼》当得自徐氏，徐氏与高堂生的关系不详。”
漢代五經中的《禮經》即為《儀禮》，“儀禮”一名最早出現在范曄《後漢書》中。晉代正式稱汉代《仪礼》的传本有四种，即大戴本、小戴本、庆普本和刘向《别录》本。今《儀禮》所存文本為今文本。今文經只有17篇。比古文經少39篇。古文經的逸《禮》三十九篇，只有《奔喪》《投壺》《諸侯釁廟》《諸侯遷廟》《公冠》等被採入大小戴《禮記》，其餘諸篇也大都湮沒無聞了。
《儀禮》详尽地记述了古代宫室、服饰、饮食、丧葬之制，犹如一幅古代社会生活的长卷。2世纪郑玄作注，3世纪王肃另作两篇注并批点郑玄注，不过郑玄注本成为了后世模本。《仪礼》被刻进开平石经（837），也是最早一批有木活字的文献（932-953）。唐賈公彥撰《儀禮疏》17卷，南宋時與鄭玄之註合刊為《儀禮註疏》。元人敖繼公《儀禮集說》一書。四庫館臣從《永樂大典》中輯出的宋代張淳撰《儀禮識誤》。胡培翚有《儀禮正義》。

## 
甘肃武威磨嘴子汉墓王莽新简《仪礼》，是迄今所见最古写本。共有469枚木、竹简，字体为隶书，简正面或背面编有顺序号码，简面有削改和勾画圈点的记号。分为甲、乙、丙三本：甲本木简398枚，每枚长55.5～56厘米，宽0.75厘米，含《士相见》、《服传》、《特牲》、《少牢》、《有司》、《燕礼》、《泰射》7篇；乙本木简37枚,长50.05厘米、宽0.5厘米，内容仅《服传》一篇；丙本竹简34枚，长56.5厘米、宽0.9厘米，内容仅《丧服》一篇。
《清華大學藏戰國竹簡》第十三輯整理報告出版，其中的《大夫食禮》凡兩篇，原本編連為一卷，兩篇關係也與傳世《儀禮》諸篇與附經之“記”關係相似。傳世文獻《儀禮》十七篇中有《公食大夫禮》，記主國國君以食禮接待來聘之大夫，《大夫食禮》與該篇賓入載俎、設饌屬食、三飯卒食諸儀節大體相類，也呈現出諸多不同於《儀禮》之處。
今文《仪礼》有17篇，分别是
《士冠禮》、《士昏禮》、《士相見禮》、《鄉飲酒禮》、《鄉射禮》、《燕禮》、《大射》、《聘禮》、《公食大夫禮》、《覲禮》、《喪服》、《士喪禮》、《既夕禮》、《士虞禮》、《特牲饋食禮》、《少牢饋食禮》、《有司徹》。
- 《儀禮註疏》--東漢鄭玄註《儀禮注》；唐賈公彥疏《儀禮疏》四十卷。十三經注疏之一。
- 《儀禮析疑》--清方苞注。

## 延伸阅读
[在维基数据编辑]
 在维基文库阅读本作品原文（ 在维基共享资源阅览影像）
 《儀禮 (四部叢刊本)》
 《欽定古今圖書集成·理學彙編·經籍典·儀禮部》，出自陈梦雷《古今圖書集成》